# Brest 2008

La cinquième édition des Fêtes maritimes de Brest a eu lieu du 11 juillet 2008 au  17 juillet 2008.  
Brest 2008 s'achève par une régate autour de la presqu'île de Crozon. Une partie des bateaux rejoint le port de Douarnenez dans lequel se déroule un rassemblement du même type.  
Les pays invités étaient le Vietnam, Madagascar, Norvège, Croatie et la région espagnole de la Galice.

## Quelques chiffres
- 2 000 voiliers traditionnels ou d’inspiration classique
- 50 grands voiliers et caboteurs armés au charter
- 28 nations représentées : Allenagne, Australie, Belgique, Brésil, Croatie, Danemark, Espagne, Finlande, France, Irlande, Italie, Japon, Luxembourg, Madagascar, Monaco, Pays-Bas, Nouvelle-Zélande, Norvège, Portugal, Roumanie, Royaume-Uni, Russie, Suède, Suisse, Trinité, Ukraine, États-Unis, Vietnam.
- 15 000 marins
- 300 exposants
- 2 000 animateurs, musiciens, artistes
- 800 journalistes du monde entier
- 350 entreprises associées à la manifestation
- 5 000 bénévoles des associations locales
- quatre parades nocturnes et deux feux d’artifice

## Sur les quais

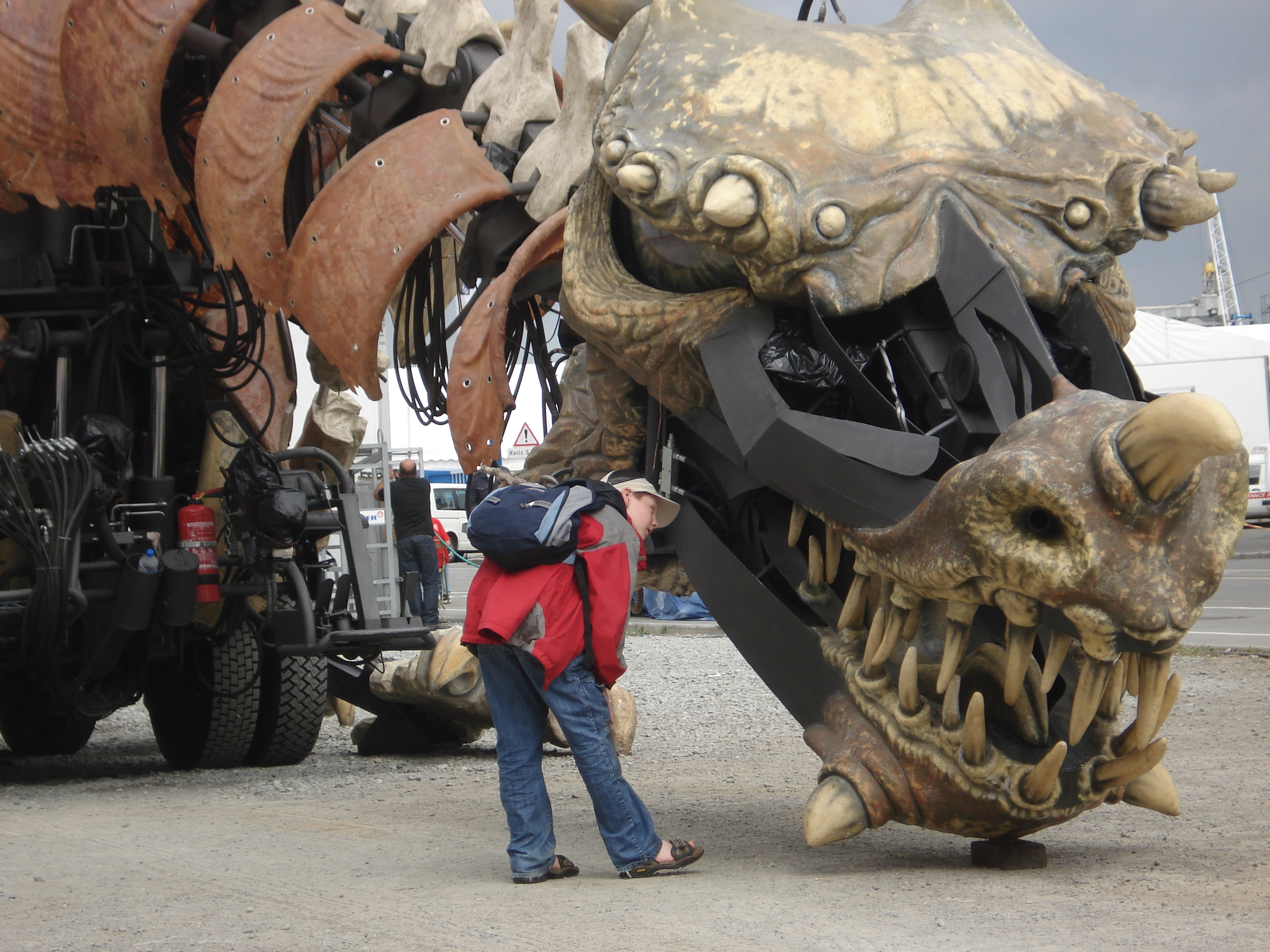
Dragon mécanique au repos.

- Les Villages accueillant les délégations étrangères : Vietnam, Madagascar, Norvège, Croatie et Galice.
- L'espace Marine nationale
- Le pôle Patrimoine maritime
- Le Village Terre et Mer
- Programme nautique portuaire journalier en rade abri, penfeld et marina du château
- Parades et spectacles nocturnes
- Dragon mécanique géant

## Promenade en mer
Neuf bateaux proposaient des embarquements : 
- France : Belle Angèle, Belle-Étoile, Corentin, Dalh-Mad, Jeune Ariane, Krog e Barz, O'Abandonado, Pauline
- Belgique : Nele

## Participation française
Présence de la frégate anti sous-marine Tourville qui a été désarmé en 2011 et de L'Hydroptère (1994) d'Alain Thébault.

La Marie-Fernand, rénové et classé monument historique en 1986, a été remise à l'eau le 13 juillet...

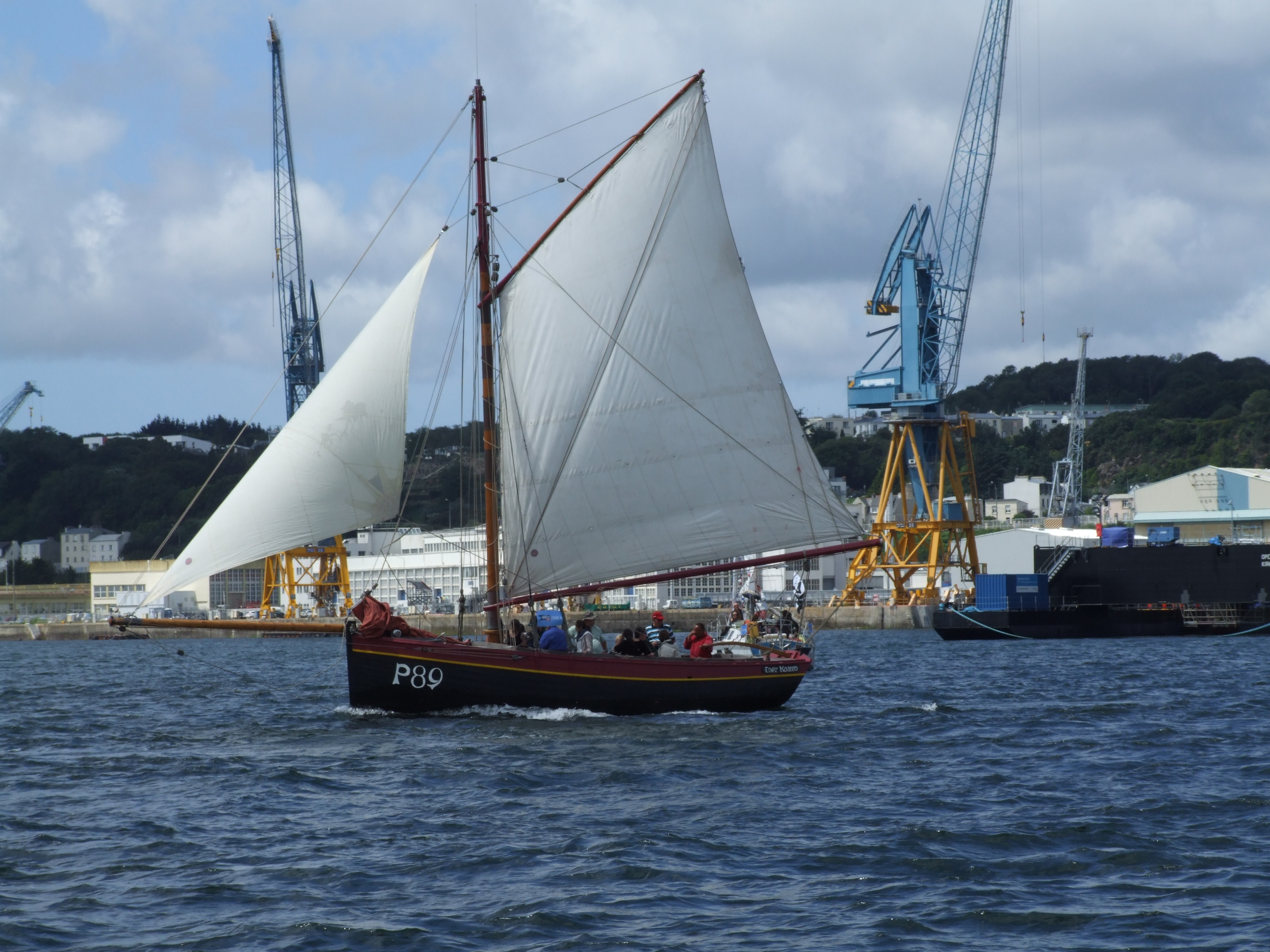
L'Enez Koalen
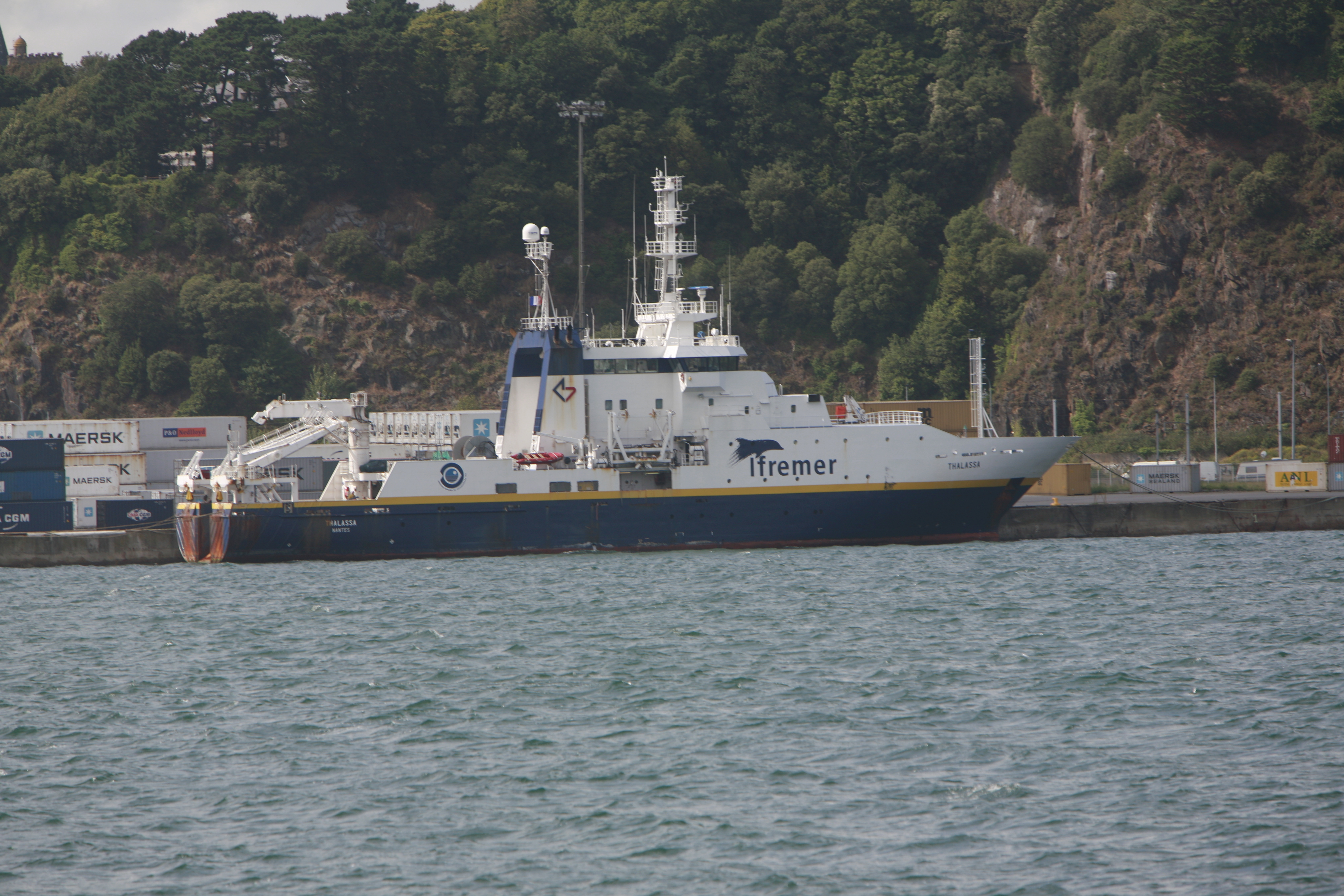
Le Thalassa
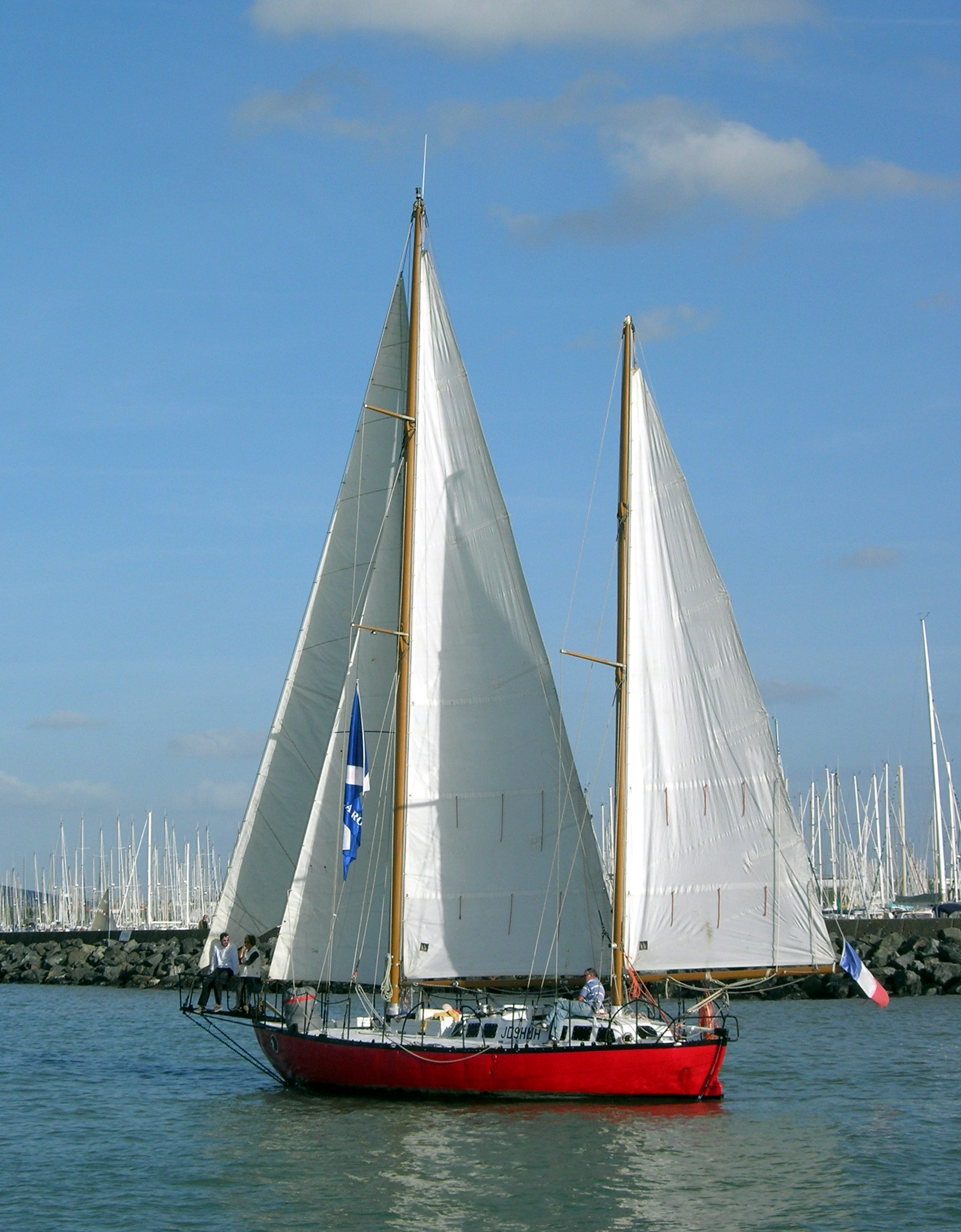
Le Joshua
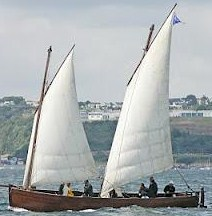
La Marie-Claudine
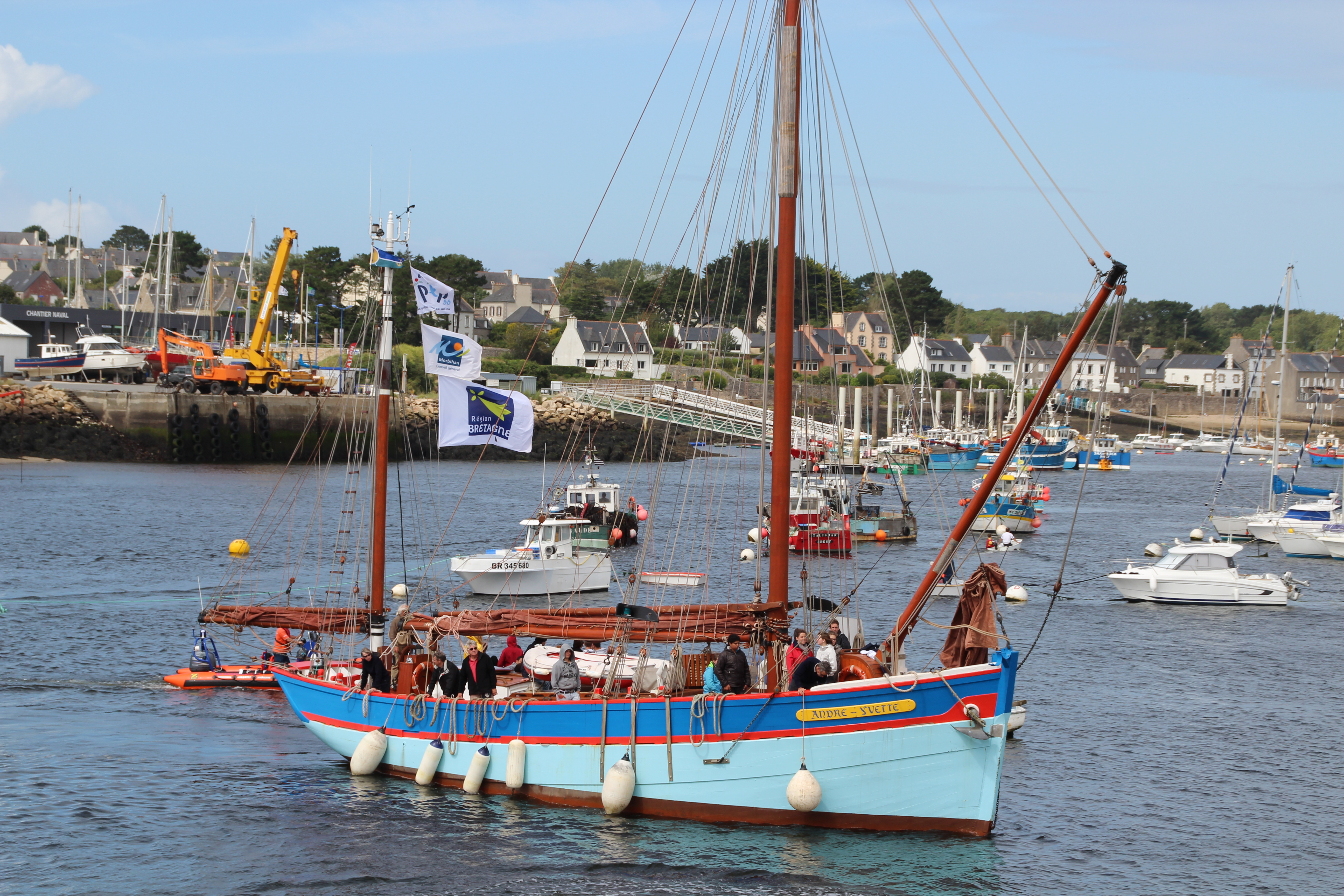
L' André-Yvette

## Participation étrangère

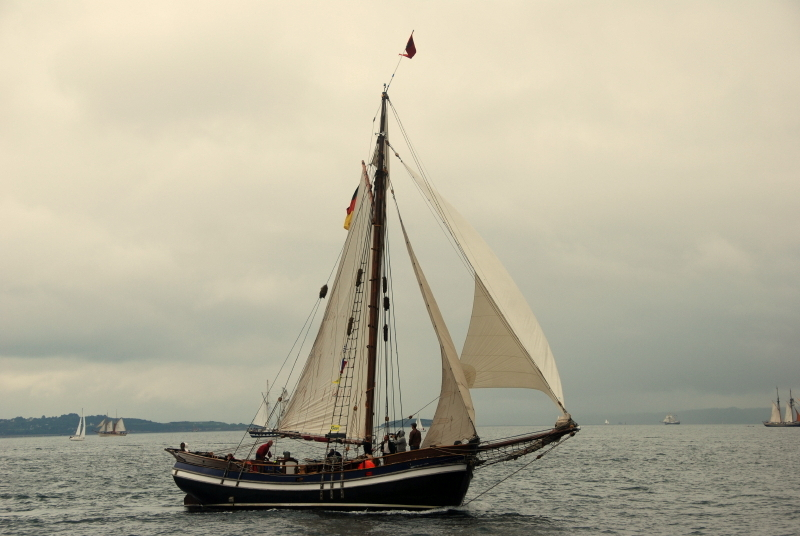
Le Die Zwillinge von Kappeln
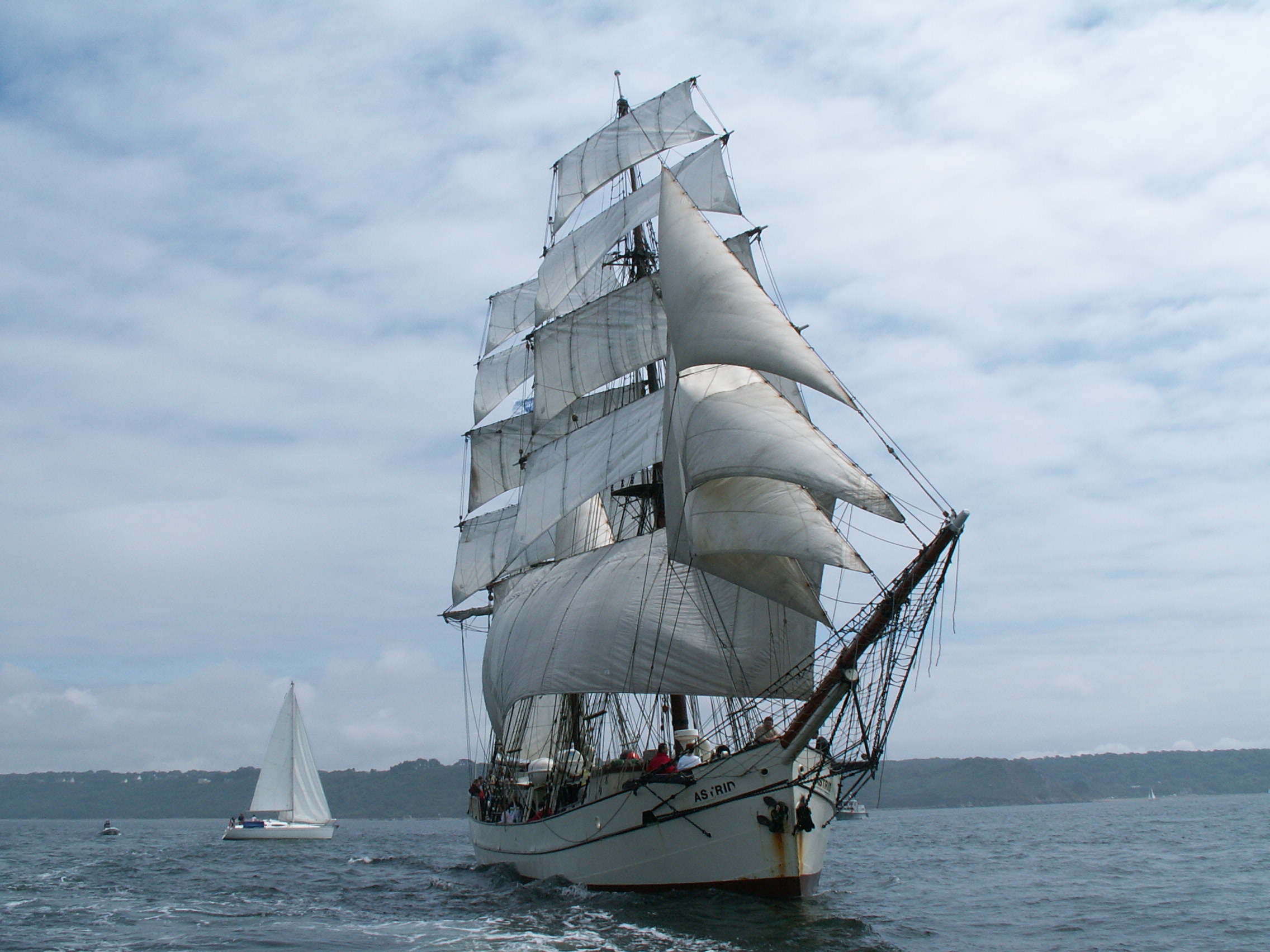
L'Astrid
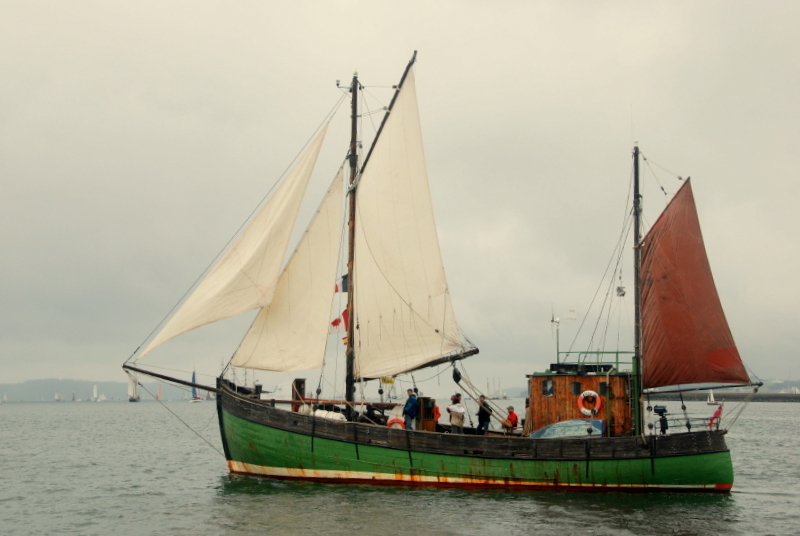
Le Tina Husted
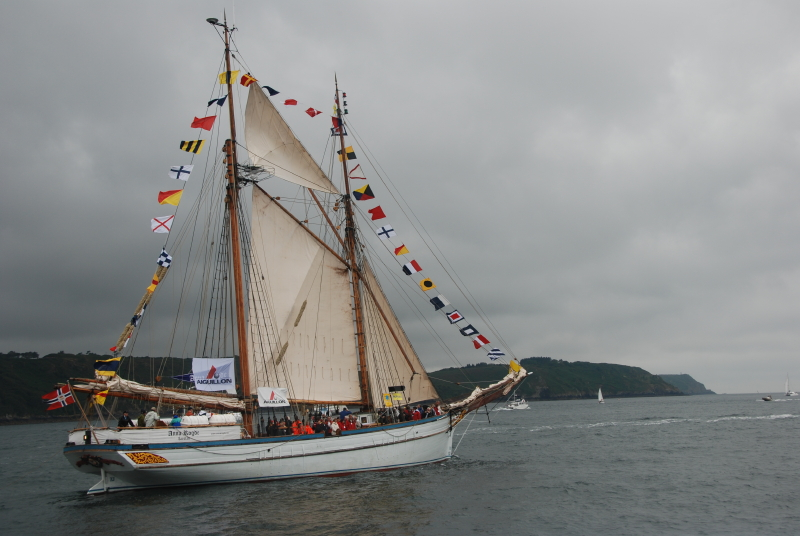
L’Anna Rogde sous-voile
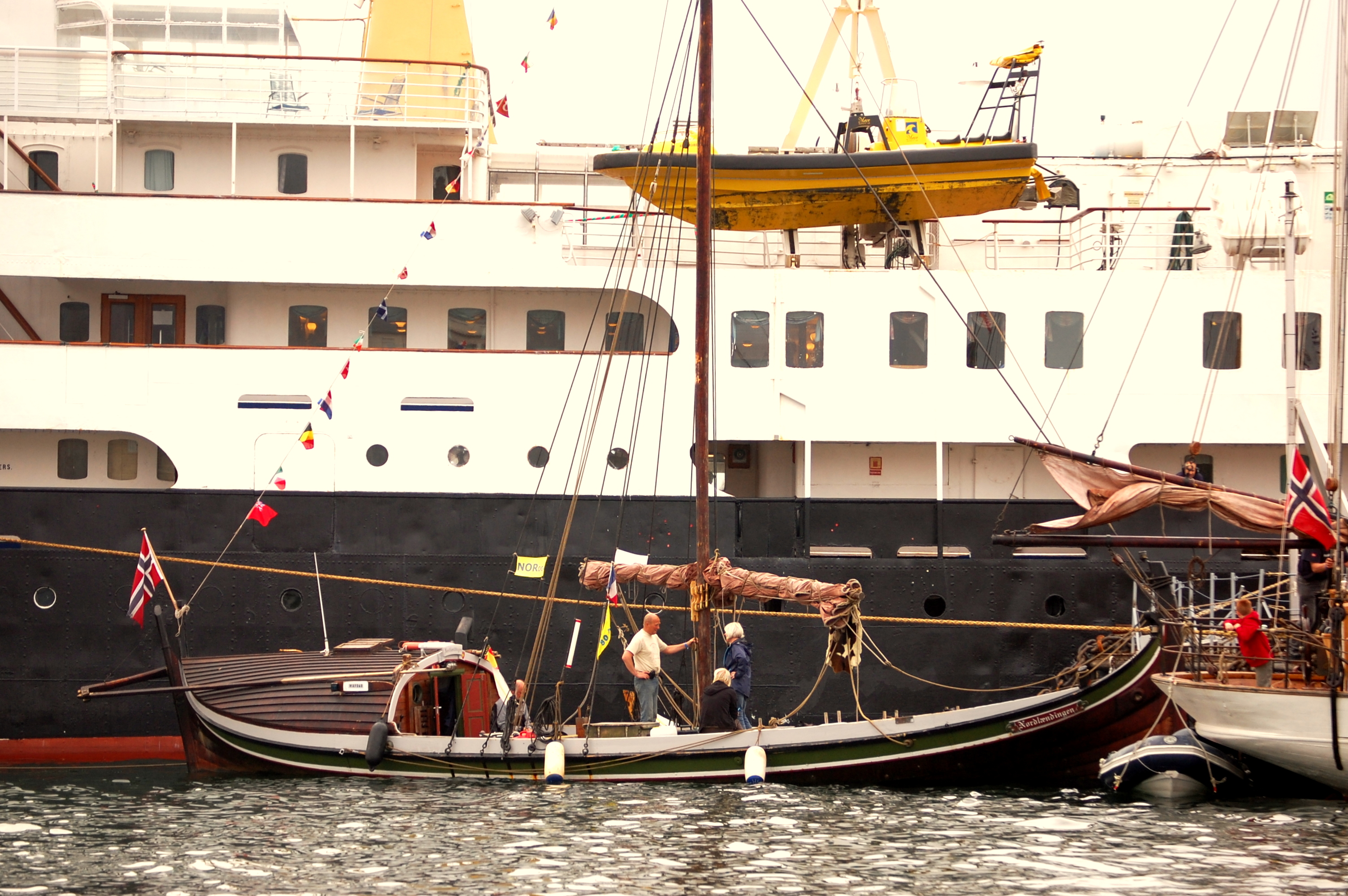
Nordlændingen fembøring norvégien